# Jordansche Ungleichung

Einheitskreis mit spitzem Winkel x. Um E wird ein zweiter Kreis mit Radius gezeichnet.

Die Jordansche Ungleichung oder Jordan-Ungleichung liefert eine lineare obere und untere Abschätzung der Sinus-Funktion für spitze Winkel. Sie ist nach Camille Jordan benannt.

## Ungleichung
Die Jordan-Ungleichung lautet:
{\displaystyle {\frac {2}{\pi }}x\leq \sin(x)\leq x{\text{ für }}x\in \left[0,{\frac {\pi }{2}}\right].}
Sie wird unter anderem in der Funktionentheorie verwandt. Analytisch lässt sie sich mit Hilfe des Mittelwertsatzes der Integralrechnung beweisen. Geometrisch lässt sich ihre Richtigkeit unmittelbar am Einheitskreis mit Hilfe eines zweiten Kreises erkennen (siehe Zeichnung).

## Folgerungen, Erweiterungen und verwandte Ungleichungen
Als Folgerung aus der Jordan-Ungleichung erhält man, dass für eine reelle Zahl {\displaystyle x} mit {\displaystyle 0<|x|\leq {\frac {\pi }{2}}} stets gilt:
{\displaystyle {\frac {2}{\pi }}\leq {\frac {\sin(x)}{x}}<1}  .
Nach US-amerikanischen Mathematikern Raymond Redheffer und J. P. Williams ist die verwandte Redheffer-Williams-Ungleichung benannt: Für eine reelle Zahl {\displaystyle x\;(x\neq 0)} ist stets
{\displaystyle {\frac {\sin(x)}{x}}\geq {\frac {{\pi }^{2}-x^{2}}{{\pi }^{2}+x^{2}}}}  .